# Hans Mangold (Radsportler)
Hans Mangold (* 12. Januar 1939 in Mannheim; † 12. Juni 1997 in Heiligkreuz) war ein deutscher Radrennfahrer und Radsporttrainer.
Von Ende der 1950er Jahre bis Mitte der 1960er Jahre war Hans Mangold auf nationaler Ebene einer der erfolgreichsten Amateur-Radsportler. Er wurde allein elfmal deutscher Meister in verschiedenen Disziplinen auf Bahn und Straße: 1957, 1960 und 1961 in der Einerverfolgung, ab 1957 sechsmal in Folge in der Mannschaftsverfolgung mit dem Team seines Vereins RRC Endspurt 1924 Mannheim, für den u. a. auch die Brüder Rudi und Willi Altig fuhren. 1963 errang er den Titel im Zweier-Mannschaftsfahren sowie in denselben Jahren den im Mannschaftszeitfahren. Zudem stand er zahlreiche Male bei nationalen Meisterschaften auf dem Podium. Sein Trainer Karl Ziegler war für seinen Spitznamen „Der Hirsch“ verantwortlich, weil er ihn als Bahnverfolger in Deutschland für den „Platzhirschen“ hielt.
Bei einer Mannheimer Kreismeisterschaft leisteten sich Mangold und Rudi Altig einen Scherz: Sie fuhren als Erste Arm in Arm über die Ziellinie. Dafür wurden sie wegen „Nichtwahrnehmens ihrer Chancen“ disqualifiziert und der Dritte, Willi Altig, zum Sieger erklärt.
Nach seiner aktiven Zeit arbeitete Mangold von 1969 bis 1971 als Assistent von Bundestrainer Karl Ziegler, anschließend als Lehrer. Er starb bei einer Radtour an Herzversagen.